# ジェイ・ピアポント・モファット (公使)

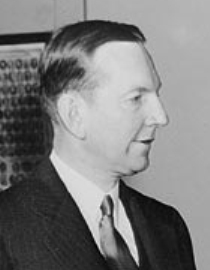
ジェイ・ピアポント・モファット

ジェイ・ピアポント・モファット（Jay Pierrepont Moffat, 1896年1月7日 - 1943年1月25日）は、アメリカ合衆国の外交官、歴史家、政治家。1917年から1943年まで国務省に勤務し、第二次世界大戦期に駐カナダ公使を務めた。ピアポンティフェクス・マクシムス (Pierrepontifex Maximus)」という呼び名でも知られる。

## 生涯
1896年1月7日、ジェイ・ピアポント・モファットはニューヨーク州ライにおいて誕生した。
モファットは外交官ジョン・ワーク・ガレットの私設秘書として働いた。1917年にガレットが駐オランダ公使に任ぜられると、モファットはガレットに同行し、書記官としてハーグに駐在した。1919年にガレットが駐オランダ公使を退くと、モファットはガレットのもとを離れた。モファットはその後、ポーランドのワルシャワ公使館書記官（1919年-1921年）と日本の東京公使館書記官を務めた。
モファットは1925年から1927年までカルヴィン・クーリッジ大統領の下で、ホワイトハウス儀礼官を務めた。モファットは1927年から1931年までスイスのベルン公使館で書記官を務めた後、1932年から1935年まで再びワシントンD.C.で勤務し、国務省西ヨーロッパ部の部長を務めた。モファットは1935年から1937年までオーストリアのシドニー公使館で総領事を務めた。モファットは1937年から1940年まで国務省ヨーロッパ担当部の部長を務めた。1940年6月、フランクリン・ルーズベルト大統領はモファットを駐カナダ公使として指名した。モファットは直ちに承認を受け、その後死去するまでの2年7ヶ月にわたって公使職を務めた。1941年、ルクセンブルク大公シャルロットがカナダに亡命したことから、モファットは駐ルクセンブルク公使も兼任した。
第二次世界大戦中葉の1943年1月25日、モファットはカナダのオタワにおいて死去した。ニューヨーク・タイムズ紙はモファットについて、「この戦争の時代、死が数多の扉を叩きからん時勢に、人生の最盛期にある有能な公人を喪失したことは、甚だ遺憾である」と言及した。モファットは外交官としての仕事に加えて、トルコの歴史に関する研究も行っていた。1956年、義父ジョセフ・グルーはモファットが遺した研究書類を、ハーバード大学図書館に寄贈した。

## 職歴
- ハーグ公使館書記官（1917年-1919年）
- ワルシャワ公使館書記官（1919年-1921年）
- 東京公使館書記官（1921年-1923年）
- ホワイトハウス儀典官（1925年-1927年）
- ベルン公使館書記官（1927年-1931年）
- 国務省西ヨーロッパ部長（1932年-1935年）
- シドニー公使館総領事（1935年-1937年）
- 国務省ヨーロッパ担当部長（1937年-1940年）
- 駐カナダ公使（1940年-1943年）
- 駐ルクセンブルク公使（1941年-1943年）

## 家族
ジェイ・ピアポント・モファットの父親はルーベン・バーナム・モファット (Reuben Burnham Moffat, 1861-1916) であり、ニューヨークで弁護士をしていた。父方の祖先は、18世紀初頭にスコットランドからニュージャージー植民地に入植した。母親はニューヨーク出身のエレン・ロウ・ピアポント (Ellen Low Pierrepont, 1872-1960) であった。
1927年7月27日、モファットはニューハンプシャー州ハンコックにおいて、上級外交官ジョセフ・グルーの娘リラ・カボット・グルー (Lilla Cabot Grew) と結婚した。息子（en:Jay Pierrepont Moffat Jr.）も外交官で、チャド大使などを務めた。